# Ромасенко, Олеся Викторовна
Оле́ся Ви́кторовна Ромасе́нко (род. 12 января 1990, Краснодар) — российская каноистка, выступает за сборную России с 2013 года. Пятикратный призёр чемпионатов мира, двукратная чемпионка Европы, победительница национальных и молодёжных регат. Участница Летних Олимпийских игр 2024. На соревнованиях представляет Краснодарский край.
На Олимпийских играх в Токио, заняла 7 место.

## Биография
Олеся Ромасенко родилась 12 января 1990 года в Краснодаре. Активно заниматься греблей начала в раннем детстве, тренируется в краснодарском центре спортивной подготовки под руководством тренера С. Е. Константинова. Первого серьёзного успеха добилась в 2013 году, когда в женском каноэ заняла второе место на всероссийском первенстве — с этого момента начала попадать в основной состав сборной России.

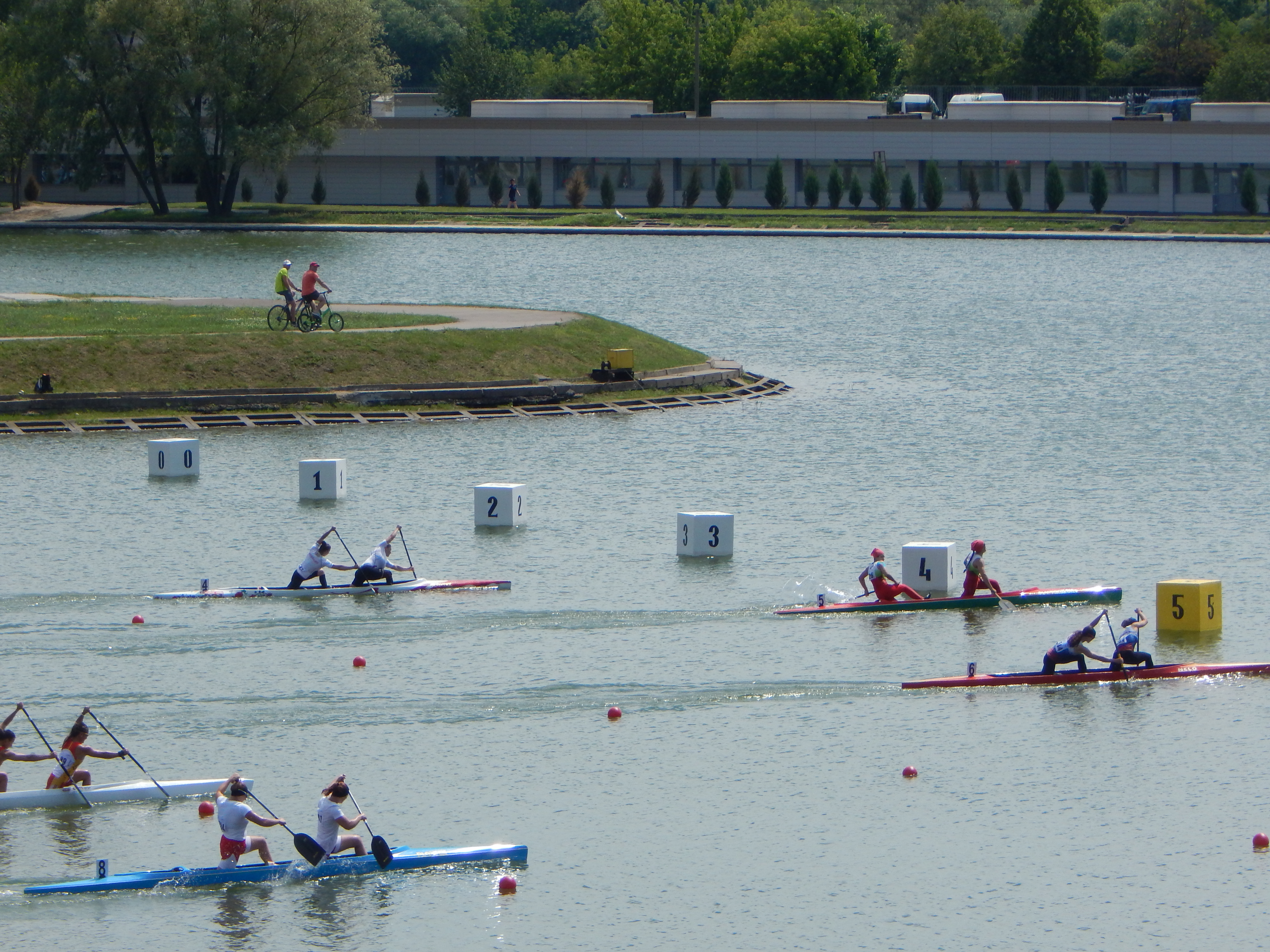
Ромасенко и Андреева выигрывают серебро (лодка 6, справа на фото)

В 2014 году Ромасенко успешно выступила на этапах Кубка мира, а также завоевала бронзовую медаль полукилометровой гонки на чемпионате Европы в немецком Бранденбурге — в паре с более опытной Натальей Марасановой. Позже они с Марасановой приняли участие в зачёте домашнего чемпионата мира в Москве и в той же дисциплине вновь финишировали третьими, пропустив вперёд экипажи Венгрии и Беларуси.
На Олимпийских играх 2024 года была единственной россиянкой, которая выступила в женской гребле на байдарках и каноэ.
Имеет высшее образование, в 2013 году окончила Кубанский государственный университет физической культуры, спорта и туризма.